# Amazons (film)
Amazons è un film del 1986, diretto da Alejandro Sessa. È una storia di ambientazione fantascientifica.

## Trama
Vengono narrate le avventure delle mitiche donne guerriere, le amazzoni.